# Nagar panchayat
Le Nagar panchayat (en hindi : नगर पंचायत) est une unité politique semi-urbaine d'Inde comparable à un conseil municipal (en) (Nagar Palika). Cette entité relève du très ancien système de gouvernement des panchayats (ou Panchayati raj).
Un centre urbain entre 30 000 et 100 000 habitants est classé comme Nagar panchayat.
Chaque Nagar panchayat comporte un président et un conseil composé d'un minimum de dix membres élus et de trois nommés.
Le Tamil Nadu est le premier État à avoir introduit cet échelon administratif.